# 羽鳥嘉郎
羽鳥 嘉郎（はとり よしろう、1989年 - ）は日本の演出家。

## 経歴
1989年ブリュッセル生まれ。2009年より「けのび」代表。京都国際舞台芸術祭KYOTO EXPERIMENTフリンジ企画「使えるプログラム」ディレクター（2013‐2014年度）、TPAM―国際舞台芸術ミーティングin 横浜アシスタント・ディレクター（2014‐2017年度）、「アジアン・アーティスト・インタビュー」プロジェクト・マネジメントなどに従事。2018年より立教大学現代心理学部映像身体学科兼任講師。

## 著書
- 「集まると使える  80年代 運動の中の演劇と演劇の中の運動」（ころから株式会社・刊行） - 編著[3]

## 演出作品
- 「革命女性」（大江健三郎・作） - 立教大学のゼミナール制作として。[4]